# Ștefan Petriceicu
Ștefan Petriceicu est, à trois reprises, prince de Moldavie : d'août 1672 à novembre 1673, puis de décembre 1673 à février 1674 et enfin entre décembre 1683 et mars 1684. La monarchie était élective dans les principautés roumaines de Moldavie et de Valachie, comme en Transylvanie et en Pologne voisines : le prince (voïvode, hospodar ou domnitor selon les époques et les sources) était élu par (et souvent parmi) les boyards : pour être nommé, régner et se maintenir, il s'appuyait sur les partis de boyards et fréquemment sur les puissances voisines, habsbourgeoise, polonaise, russe et surtout ottomane, car jusqu'en 1859, les deux principautés étaient vassales de la « Sublime Porte » dont elles étaient tributaires.

## Origine
Ștefan Petriceicu n'est pas d'origine princière : il est le fils du boyard Toader Petriceicu mare logofăt, décédé en 1663.

## Règnes
Il succède à Gheorghe II Duca. Les dettes contractées envers les Ottomans le contraignent à passer du côté des Polonais lors de la bataille de Hotin en 1673. Chassé du pouvoir en faveur de Dimitrie Cantacuzène, il revient grâce à ses alliés polonais, mais en mars 1684, il est de nouveau renversé par les boyards pro-ottomans qui lui substituent définitivement Dimitrie Cantacuzène.